# Lustjärnen (Kalls socken, Jämtland)
Lustjärnen är en sjö i Åre kommun i Jämtland och ingår i Indalsälvens huvudavrinningsområde.